# 布羅德蘭 (英國國會選區)
布羅德蘭（英語：Broadland），英國國會一郡選區，包括英格蘭東部諾福克郡布羅德蘭區大部和北諾福克區西南部。始設於2010年。
2010年大選中保守黨的凱斯·辛普森以46.2%選票勝出該區當選。